# Фрідріх Ангальт-Дессау
Фрідріх Ангальт-Дессау (нім. Friedrich von Anhalt-Dessau, 27 грудня 1769 — 27 травня 1814) — спадкоємний принц Ангальт-Дессау протягом усього життя. Походив з династії Асканіїв. Син герцога Ангальт-Дессау Леопольда III Фрідріха Франца та принцеси Луїзи Бранденбург-Шведтської. Генерал-майор прусського війська.

## Біографія
Народився 27 грудня 1769 року в Дессау в родині князя Ангальт-Дессау Леопольда III Фрідріха Франца та його дружини Луїзи Бранденбург-Шведтської. Залишився єдиною дитиною в сім'ї.
Від матері успадкував бранденбурзькі маєтки Штольценберг, Вормсфельде та Цантох, які відійшли до Ангальт-Дессау.
За освіту принца від 1785 року відповідав математик Фрідріх Готтліб фон Буссе.
Від 1788 року служив офіцером прусської армії та звільнився зі служби Пруссії на початку січня 1794 року в званні генерал-майора.
У 22-річному віці взяв шлюб із 17-річною принцесою Гессен-Гомбурзькою Амалією. Весілля відбулося 12 червня 1792 року у Бад-Гомбургу. У подружжя народилося семеро дітей
За його наказом почалося проектування парку Кюнауер.
Фрідріх помер 27 травня 1814 року в Дессау в 44-річному віці, так і не вступивши на престол. Похований на цвинтарі Дессау. Наступним правителем Ангальт-Дессау, реорганізованого у 1807 році у герцогство, став його син Леопольд.

## Родина

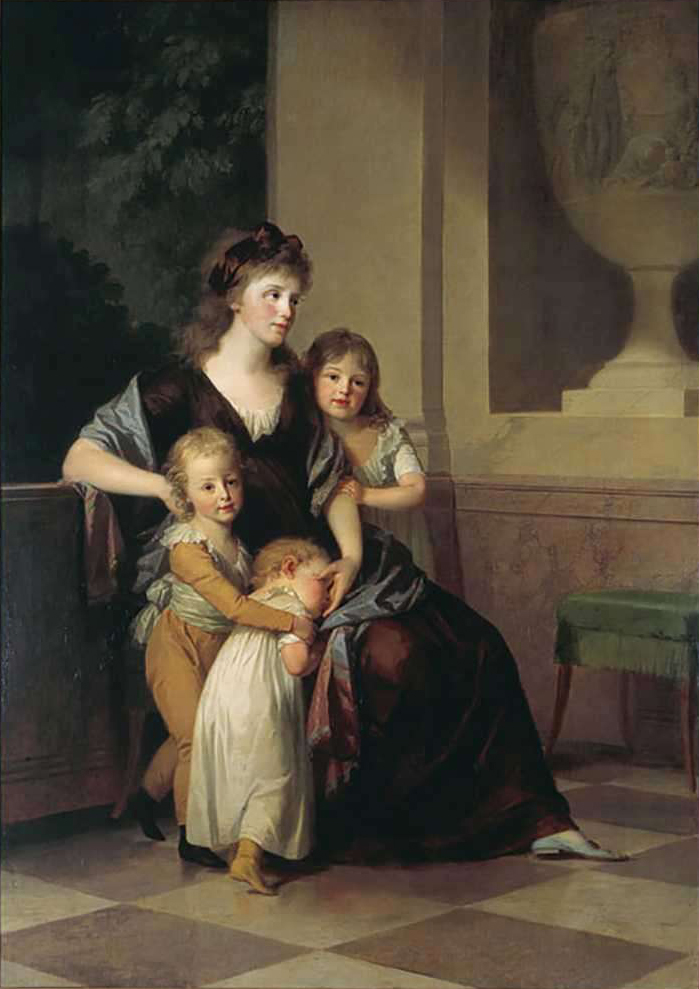
Портрет дружини та дітей пензля Тішбейна

Дружина —  Амалія Гессен-Гомбурзька
Діти:
- Августа (1793—1854) — дружина князя Шварцбург-Рудольштадта Фрідріха Ґюнтера, мала трьох синів;
- Леопольд (1794—1871) — герцог Ангальт-Дессау у 1817—1853 роках, герцог Ангальт-Дессау-Кьотена у 1853—1863 роках, герцог об'єднаного Ангальту у 1863—1871 роках, був одружений із прусською принцесою Фредерікою Вільгельміною, мав четверо дітей;
- Георг (1796—1865) — був одруженим із принцесою Кароліною Шварцбург-Рудольштадт, після її смерті узяв морганатичний шлюб із Терезою Еммою фон Едмансдорфф, мав дев'ятеро дітей;
- Пауль (22 березня — 4 травня 1797) — прожив півтора місяця;
- Луїза (1798—1858) — дружина ландграфа Гессен-Гомбургу Густава, мала трьох дітей;
- Фрідріх Август (1799—1864) — був одруженим із принцесою Гессен-Кассельською Марією Луїзою, мав трьох доньок;
- Вільгельм (1807—1864) — інкогніто мешкав у Відні під іменем барона Штольценберга, був одружений із донькою придворного музиканта Емілією Клауніцер, якій було надано титул баронеси Штольценберг, власних дітей не мав, вдочерив племінницю.

## Нагороди
- Орден Чорного орла (Королівство Пруссія).